# Rundhuvudspindel
Rundhuvudspindel (Araeoncus humilis) är en spindelart som först beskrevs av John Blackwall 1841.  Rundhuvudspindel ingår i släktet Araeoncus och familjen täckvävarspindlar. Arten är reproducerande i Sverige. Inga underarter finns listade i Catalogue of Life.